# Rooseveltita
La rooseveltita es un mineral, arseniato de bismuto, que fue descrito por Herzenberg a partir de ejemplares encontrados en la mina de estaño Santiaguillo, en la meseta volcánica de Cóndor Iquiña, en la provincia de Chayanta, Potosí (Bolivia). El nombre es un homenaje a Franklin Delano Roosevelt, que fue presidente de los Estados Unidos de América.

## Propiedades físicas y químicas
La rooseveltita es un arseniato de bismuto, que se encuentra habitualmente como costras cristalinas o como microcristales. Tiene brillo adamantino, con una dispersión extrema e índices de refracción muy altos. Cristaliza en el sistema monoclínico, siendo isoestructural con la monacita,  y es dimorfo con la tetrarooseveltita, que cristaliza en el sistema tetragonal.

## Yacimientos
En la localidad tipo, la rooseveltita se encuentra formando costras cristalina sobre casiterita compacta del tipo conocido como estaño de madera. Es un mineral raro, que se ha encontrado en unas 30 localidades en el mundo. En Bolivia, además de en la localidad tipo, se ha encontrado en la mina de Tazna, en Potosí . En Argentina aparece en la mina de cerro Negro de la Aguadita y  en la de San Francisco de los Andes, en Calingasta, provincia de San Juan, formada por alteración de una paragénesis con arsenopirita y bismutita. En España, se ha encontrado en la mina La Sultana, en Escudeiros, Gomesende (Orense), como un producto de alteración de la lillianita, y en la minas de Cogolla Alta y Alcantarilla, en la Ventosilla, Belalcázar (Córdoba).